# Margery Kempe
Pour les articles homonymes, voir Kempe.
Margery Kempe (vers 1373 - vers 1436 ou après 1438) est une mystique anglaise, autrice du Book of Margery Kempe, considérée par certains critiques comme la première autobiographe d'expression anglaise.

## Les débuts
Née Margery Brunham à King's Lynn (ou Bishop's Lynn à l'époque) dans le Norfolk au Royaume-Uni, elle se marie à 20 ans avec un habitant de la région nommé John Kempe, dont elle a 14 enfants. Son père, John Brunham, est commerçant à Lynn, cinq fois maire, député à la Chambre des communes. Sa fortune a connu des vicissitudes liées aux fluctuations économiques qui affectent le commerce de la laine dans les années 1390.

## La mystique
Après la naissance de son premier enfant, Margery tombe malade et craint pour sa vie. Elle n'arrive pas à se confesser et fait une bouffée délirante. Elle va alors avoir une vision qui lui enjoint d'abandonner les vanités du monde : après avoir passé plusieurs semaines en accusations violentes contre sa famille et ses proches, elle voit le Christ apparaître à son chevet. Il lui demande : « Ma fille, pourquoi m'as-tu abandonné alors que je ne t'ai jamais quittée ? ».
Margery se lance alors dans deux projets avortés : une distillerie et un moulin à grain, entreprises familiales courantes pour les femmes de l'époque médiévale.
Bien qu'elle s'astreigne à une vie de dévotion, elle continue pendant quelques années à être tentée par la chair et les plaisirs mondains. Elle finit par se détourner de ce qu'elle considère comme un effet du péché d'orgueil qui se met en travers de sa vocation, et se consacre entièrement à la vie spirituelle qui lui paraît découler de la vision qu'elle a eue quelques années plus tôt. Afin de se consacrer de façon absolue à Dieu, elle obtient de son mari que leur union devienne chaste, et se lance dans une série de pèlerinages vers les lieux saints les plus réputés, notamment Rome, Jérusalem et Saint-Jacques-de-Compostelle. De 1413 à 1420, Margery visite également des sites et des personnages anglais importants, notamment l'évêque de Lincoln Philip Repyngdon, l'archevêque de Cantorbéry Henry Chichele et la recluse Julienne de Norwich. Lors de son séjour à Rome elle réside au Venerable English College en 1416. Dans les années 1430 elle visite la Norvège et le Saint-Empire romain germanique.

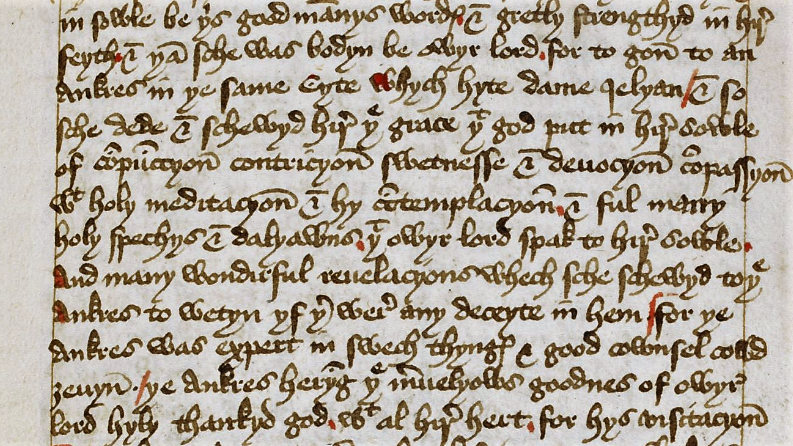
Extrait du manuscrit (chapitre 18).

L'histoire de ces voyages va fournir la matière principale de son livre, qui mentionne également les persécutions dont elle souffre de la part des autorités civiles et religieuses. La dernière partie du livre contient une série de prières. Un des éléments essentiels du livre sont les conversations mystiques qu'elle poursuit pendant plus de quarante ans avec le Christ.
Deux copistes différents rédigent le livre sous la dictée de Margery, qui en surveille étroitement la rédaction.

## L'influence de Kempe
La notoriété  de Margery tient à la nature autobiographique de son livre. C'est la source principale de renseignements dont disposent les historiens sur la vie des femmes de la bourgeoisie médiévale. Certes Kempe est atypique comparée aux autres dévotes de son époque comme Julienne de Norwich. Souvent décrite comme une malade mentale ou une excentrique, elle a été partiellement réhabilitée par les historiens modernes qui, à la lumière des croyances et des pratiques populaires de piété médiévale, pensent actuellement que son cas n'était peut-être pas aussi marginal qu'il n'y paraît. Son livre apparaît moins comme une suite décousue de visions délirantes que comme un itinéraire social et spirituel construit selon un plan précis.
L'ouvrage de Kempe est également une source précieuse sur les tensions croissantes qui opposent l'orthodoxie institutionnelle et les pratiques d'une opposition religieuse de plus en plus virulente, par exemple le mouvement dit des Lollards.
Les pratiques dévotionnelles que Margery Kempe a apprises au sein de l'Église institutionnelle vont être ébranlées par les autorités religieuses et civiles, en particulier par l'évêque de Lincoln et l'archevêque de Cantorbéry, Thomas Arundel, qui s'attaquent vigoureusement à l'hérésie et sont à l'initiative de lois qui interdisent la traduction de la Bible en anglais, l'accès des profanes aux saintes écritures et la prédication féminine.
Kempe se retrouve plusieurs fois devant les tribunaux pour avoir étudié la Bible, avoir parlé ou prêché en public sur les textes bibliques et pour avoir porté des vêtements blancs, acte d'hypocrisie de la part d'une femme mariée. Elle réussit à démontrer son orthodoxie mais frise l'hérésie dans la hardiesse avec laquelle elle répond aux autorités religieuses. Si le livre de Kempe avait été publié in extenso avant la réforme protestante, il aurait sans doute été détruit. Il est probable qu'il ne nous est parvenu que parce que sa disparition jusqu'en 1934 l'a préservé de ce sort.
Au XVe siècle paraît une brochure qui dépeint Kempe sous les traits d'une anachorète, fait disparaître de son livre toute idée et comportement non orthodoxe, et fournit aux historiens l'image d'une dévote analogue à celle de Julienne de Norwich. Les spécialistes seront surpris par la personnalité beaucoup plus riche et complexe qu'ils découvrent dans son livre.
En 1438, l'année où son livre est achevé, une certaine Margeria Kempe, peut-être notre Margery Kemp, est inscrite dans la guilde de la Trinité à Lynn. C'est la dernière trace que nous gardons d'elle et nous ne connaissons ni la date ni le lieu de sa mort. Son livre demeure introuvable jusqu'à ce qu'une copie manuscrite en soit découverte dans la bibliothèque de la famille Butler-Bowden dans le Derbyshire en 1934.

## Citation
« And often tymes, whel sche was kept wyth swech holy spechys and dalyawns, sche schuld so wepyn and sobbyn that many men wer gretly awondyr, for thei wysten ful lytyl how homly ower Lord was in hyr sowle. Ne hyrself cowd nevyr telle the grace that sche felt, it was so hevenly, so hy aboven hyr reson and hyr bodyly wyttys, and hyr body so febyl in tym of the presens of grace that sche myth nevyr expressyn it wyth her word lych as sche felt it in hyr sowle. »

« Et souvent, alors qu'elle se livrait à ces conversations et ce commerce sacré, il lui arrivait de pleurer et de sangloter si fort que beaucoup s'en étonnaient grandement, ne sachant guère à quel point Notre Seigneur était chez Lui dans l'âme [de Margery]. Et elle-même ne put jamais décrire l'expérience de la grâce, tant celle-ci fut céleste, tant elle dépassa et l'entendement et les sens, et elle éprouvait une telle faiblesse physique dans les moments où se manifestait la grâce qu'elle aurait toujours été incapable d'exprimer avec des mots ce qu'exactement elle ressentait dans son âme. »

### Sources de cet article
- (en) Cet article est partiellement ou en totalité issu de l’article de Wikipédia en anglais intitulé « Margery Kempe » (voir la liste des auteurs).

### Œuvre
- Le livre de Margery Kempe. Une aventurière de la foi au Moyen Âge (1436), Le Cerf, 1989.
- The Book of Margery Kempe sur Google Books

### Études
- Tom Butler-Bowdon, 50 classiques de la spiritualité (2005), trad., Le Jour, Montréal, Canada, 2008.
- (en) Sanford Brown Meech (éd.), The Book of Margery Kempe, EETS, Oxford, Oxford University Press, 1940
- (en) Lynn Staley (éd.), The Book of Margery Kempe, TEAMS, Kalamazoo, Medieval Institute Publications, 1996.
- (en) Lynn Staley, The Book of Margery Kempe : A New Translation, Contexts and Criticism, New York, Norton, 2001.
- (en) Carolyn Dinshaw, Getting Medieval : Sexualities and Communities, Pre- and Postmodern.
- (en) Cheryl Glenn, « Popular Literacy in the Middle Ages : The Book of Margery Kempe », Popular Literacy : Studies in Cultural Practices and Poetics, Pittsburgh, University of Pittsburgh Press, 2001.
- (en) Karma Lochrie, « The Book of Margery Kempe : The Marginal Woman’s Quest for Literary Authority », Journal of Medieval and Renaissance Studies, no 16, 1986, p. 33-55.
- (en) Lynn Staley, Margery Kempe's Dissenting Fictions, University Park, Pennsylvania State University Press, 1994.
- (fr) Louise Magdinier (trad.), Le Livre de Margery Kempe, une aventurière de la foi au Moyen Âge, Paris, Le Cerf, 1987.
- (fr) Gauvard, Claude (dir.), De Libera, Alain, Zink, Michel, Dictionnaire du Moyen Âge, Paris, Quadrige/PUF, 2002, p. 803.